# 毛瓣毛蕊花
毛瓣毛蕊花（学名：Verbascum blattaria）为玄参科毛蕊花属下的一个种。

## 扩展阅读
維基物種上的相關：毛瓣毛蕊花